# No Activity
No Activity é uma série de televisão estadunidense, baseada na série australiana de mesmo nome criada por Trent O'Donnell, que estreou em 12 de novembro de 2017, na CBS All Access. A série foi desenvolvida por O'Donnell e Patrick Brammall, ambos produtores executivos ao lado de Will Ferrell, Adam McKay, Joe Farrell, Jason Burrows e Joe Hardesty. Em fevereiro de 2018, foi anunciado que a série havia sido renovada para uma segunda temporada, que estreou em 22 de novembro de 2018. Em março de 2019, o CBS All Access renovou a série para uma terceira temporada, que estreou em 21 de novembro de 2019.
Em outubro de 2020, a série foi renovada para uma quarta temporada, na qual estreou em 8 de abril de 2021.

## Elenco e personagens

### Principal
- Patrick Brammall como Nick Cullen
- Tim Meadows como Judd Tolbeck
- Amy Sedaris como Janice Delongpre
- Sunita Mani como Fatima Khorasani
- Jesse Plemons como Angus (1° temporada)
- Jason Mantzoukas como Dustin Kasprowicz
- Arturo Castro como Miguel (1° temporada)
- Adrian Martinez como Roberto (1° temporada)
- Cristin Milioti como Frankie (2° temporada)
- Dylan McDermott como Clint Bergman (3° temporada)
- George Basil como Gary (3° temporada)
- Angus Sampson como Chief (3° temporada)

### Recorrente
- Will Ferrell como Adrian
- Nina Pedrad como Helen
- Bob Odenkirk como Greg
- Darren Gilshenan como Tony
- Chris Gethard como Zach Ataque
- Matt Walsh como Larry Turnbull
- Jack Axelrod como Steve
- Alexandra Rodriguez como Gabriella
- Jake Johnson como Josh Haldeman
- J. K. Simmons como Leon Fordham
- John Leary
- Max Greenfield como Cotric
- Joe Manganiello como Dugan
- Keegan-Michael Key como Charles Brock

### Convidado
- Mackenzie Davis como Pat the Rat ("The Metric System")
- Bridget Everett como Bonnie Lehman ("Golden Age of Tunnels")
- Michaela Watkins como Erin Saunders ("Golden Age of Tunnels")
- Courtenay Taylor como Oficial Eastman ("The Raid")
- Jessica Alba como a atriz ("The Actress")
- Harriet Dyer como Hazel ("The Actress")
- Nasim Pedrad ("Honesty & Action")
- Allison Bell como Leary ("Honesty & Action")
- Amy Schumer como ela mesma ("Tooth and Nail")

## Episódios
| Temporada | Temporada | Episódios | Episódios | Originalmente exibido  | Originalmente exibido  | Originalmente exibido |
| Temporada | Temporada | Episódios | Episódios | Estreia da temporada   | Final da temporada     | Emissora              |
| --------- | --------- | --------- | --------- | ---------------------- | ---------------------- | --------------------- |
|           | 1         | 8         | 8         | 12 de novembro de 2017 | 31 de dezembro de 2017 | CBS All Access        |
|           | 2         | 8         | 8         | 22 de novembro de 2018 | 22 de novembro de 2018 | CBS All Access        |
|           | 3         | 8         | 8         | 21 de novembro de 2019 | 21 de novembro de 2019 | CBS All Access        |
|           | 4         | 8         | 8         | 8 de abril de 2021     | 27 de maio de 2021     | Paramount+            |

## Recepção
No Rotten Tomatoes, a primeira temporada possui uma taxa de aprovação de 70%, com uma classificação média de 5,58 em 10 com base em 10 críticas. O consenso crítico do site diz: "No Activity parece refrescantemente desajeitado e agradavelmente sem objetivo para uma comédia policial, dando as boas-vindas aos espectadores para se deleitarem em sua alegria suave - embora seu gancho possa ser menos do que satisfatório para alguns telespectadores". O Metacritic, que usa uma média ponderada, atribuiu à temporada uma pontuação de 56 de 100 com base em 5 avaliações, indicando "críticas mistas ou médias".